# Kia Borrego
Le Kia Borrego (ou Mohave en Corée du Sud) est un SUV produit par le constructeur automobile coréen Kia sorti en août 2008.